# Concordia
Denna artikel handlar om den romerska gudinnan Concordia. För övriga betydelser, se Concordia (olika betydelser).

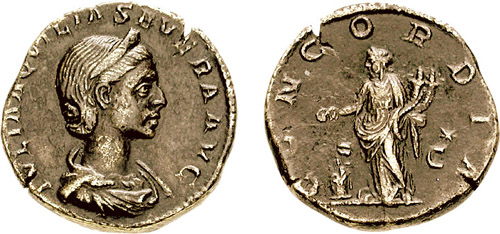
Concordia på baksidan av Aquilia Severas mynt.

Concordia är i romersk mytologi endräktens gudinna. Concordia är även ett latinskt ord som betyder "endräkt", "harmoni" eller "med hjärtat". Hon dyrkades inom aktiv religion främst som en del av kejsarkulten, där hon tillbads i namn av medlemmar av den gudaförklarade kejsarfamiljen. 